# 히솝
히솝은 2020년 싱글 《HYSSOP_The Road Of Jesus》로 데뷔한 대한민국의 음악 그룹이다.

## 방송
- 가스펠스타C 8 (2018) - Top10

## 음반
- HYSSOP_The Road Of Jesus (2020)